# Francisco Montes
Francisco Montes (22 d'abril de 1943) és un exfutbolista mexicà.

## Selecció de Mèxic
Va formar part de l'equip mexicà a la Copa del Món de 1970.